# 左近士諒
左近士 諒（さこんじ りょう、1947年9月22日 - ）は、日本の漫画家。横山まさみちに師事し、1972年「ピンキーターゲット」にてデビュー。現在はリイド社の『戦国武将列伝』で執筆しているかたわら、大阪芸術大学にてマンガの描き方や基礎知識の教鞭を執る。
極道漫画を多く書いており、1997年に公開された奥田瑛二主演の東映映画「恋極道」、2002年の竹内力主演のVシネマ、「示談屋 竜次」の原作者である。

## 主な作品
- 俺の剣道（原作：林律雄、リイド社、全20巻）[2]
- THE HEAVY（原作：青山広美、リイド社、全2巻）
- 空腹戦士〜はらぺこソルジャー（リイド社、単巻）
- 示談屋（原作：倉科遼、芳文社、全2巻）[2]　※2002年にVシネマ化もされた[3]。
- ONE DAY ARMY（原作：工藤かずや、リイド社、全3巻）
- 銀輪ジャガー（原作：史村翔、週刊少年サンデー1976年12号 - 25号）
- 銀輪魂（原作：史村翔、週刊少年サンデー1977年3・4合併号 - 14号）
- パチンカー人別帳（原作：牛次郎、八曜社ペリカンブックス）[2]
- 殺てもうたれや!